# Acefylline
Acefylline (INN), còn được gọi là acetyloxytheophylline, là một loại thuốc kích thích thuộc nhóm hóa chất xanthine. Nó hoạt động như một chất đối kháng thụ thể adenosine. Nó được kết hợp với diphenhydramine trong chế phẩm dược phẩm etanautine để giúp bù đắp tình trạng buồn ngủ do diphenhydramine gây ra.